# برنامج تعريف
برنامج التعريف (بالإنجليزية: Device Driver)‏ هو برنامج حاسوبي بمثابة مشغل أو تعريف لعتاد أجهزة الحاسب الآلي وملحقاته.
غالباً ما يتخاطب برنامج المشغل مع الجهاز التابع له عبر ممر الحاسب أو نظام اتصال يكون الجهاز موصلاً عليه.